# Tõlla
Tõlla – wieś w Estonii, w prowincji Parnawa, w gminie Saarde.